# Гумпрехт I фон Нойенар
Гумпрехт I фон Нойенар (на немски: Gumprecht I von Neuenahr; Gumprecht I von Neuenahr-Roesberg; † 1425/или между 1 януари и 3 февруари 1429) е граф на Нойенар, господар на Алпен, Рьозберг (Родисберг), Долендорф и Драйборн и наследствен фогт на Кьолн (1422 – 1425).

## Произход и наследство
Той е син на граф Йохан III (IV) фон Нойенар-Рьозберг († 1405) и съпругата му Алверадис фон Хепендорф, дама фон Алпен († сл. 1416), дъщеря на Гумпрехт фон Хепендорф, господар на Алпен и Гарздорф († 1381), и Елизабет фон Марк († сл. 1369), дъщеря на граф Адолф II фон Марк († 1347) и Маргарета фон Клеве († сл. 1348). Брат е на Дитрих фон Нойенар († сл. 1405).
През 1405 г. Гумпрехт I фон Нойенар се отказва от Нойенар. През 1413 г. получава Алпен от чичо си Гумпрехт II фон Хепендорф, a ррез 1418 г. получава Рьозберг, от чичо си Гарздорф и наследствения фогтай Кьолн. През 1422 г. наследява чичо си Гумпрехт II фон Хепендорф († сл. 18 май 1422). През 1427 г. Гумпрехт I фон Нойенар дава Рьозберг и Гарздорф на съпругата си.

## Фамилия
Първи брак: през 1400 г. с Филипа фон Лоон-Хайнсберг († 1429), вдовица на Герхард фон Томберг-Ландскрон († 1400), дъщеря на Готфрид III граф на Лоон, господар на Хайнсберг († 1395), и Филипа фон Юлих († 1390), дъщеря на херцог Вилхелм I фон Юлих († 1361). Те имат един син:
- Гумпрехт II фон Нойенар (* ок. 1400; † 9 март 1484), граф на Нойенар и Лимбург, женен пр. 3 април 1422 г./на 5 май 1425 г. за графиня Маргарета фон Лимбург († 1479)

Втори брак: пр. 30 април 1425 г. с Маргарета фон Райфершайд, дъщеря на Йохан V фон Райфершайд, байлиф на Виндек, Лин, Уердинген и Кемпен († 26 октомври 1418) и Юта фон Кулембург († сл. 1428). Бракът е бездетен.